# Caitlin Wachs
Pour les articles homonymes, voir Wachs.
Caitlin Wachs est une actrice américaine née le 15 mars 1989 à Eugene, Oregon (États-Unis).

## Filmographie

### Cinéma
- 1999 : Shiloh II de Sandy Tung : Dara Lynn Preston
- 2000 : Mon chien Skip de Jay Russell : Rivers Applewhite
- 2000 : Un couple presque parfait de John Schlesinger : Rachel
- 2000 : Treize jours de Roger Donaldson : Kathy O'Donnell
- 2001 : Air Bud 3 (vidéo) de Bill Bannerman: Andrea Framm
- 2002 : Tobby méga super champion (vidéo) de Robert Vince : Andrea Framm
- 2002 : Les Divins Secrets de Callie Khouri : Little Vivi Abbott
- 2003 : Inspecteur Gadget 2 (vidéo) de Alex Zamm : Penny
- 2005 : Kids in America de Josh Stolberg (en) : Katie Carmichael
- 2008 : The Legend of Bloody Mary de John Stecenko : Mary Worth
- 2009 : Endless Bummer de Sam Pillsbury : Anne
- 2010 : Privileged de Jonah Salander : Jill
- 2010 : Beneath the Blue de Michael D. Sellers : Alyssa
- 2013 : National Lampoon Presents: Surf Party de Sam Pillsbury : Anne
- 2014 : The Hungover Games de Josh Stolberg : Scary

### Télévision

#### Séries télévisées
- 1995 : Le Prince de Bel-Air, saison 5, épisode 21 : Penny Jillette
- 1995 : Amour, Gloire et Beauté, saison 1, épisodes 2 116 et 2 192 : Bridget Forrester
- 1997 : Demain à la une, saison 2, épisode 1 : Annie Anderson
- 1996-1998 : Profiler, saisons 1-2, 41 épisodes : Chloe Waters
- 1998 : Faits l'un pour l'autre, saison 1, 7 épisodes : Anna McGrail
- 1999 : Le Caméléon, saison 3, épisode 14  : Faith Parker
- 1999 : Popular, saison 1, épisode 5 : Young Brooke
- 2000 : Amy, saison 1, épisode 16 : Grace Frame
- 2000 : Shasta, saison 1, épisode 21 : Chloe
- 2002-2003 : Family Affair, saison 1, 15 épisodes : Sigourney 'Sissy' Davis
- 2004-2006 : Cracking up, saison 1, 8 épisodes : Chloe Shackleton
- 2005-2006 : Commander in Chief, saison 1, 18 épisodes : Rebecca Calloway
- 2006 : Les Maîtres de l'horreur, saison 2, épisode 5 : Angelique Burcell
- 2006 : Shark, saison 1, épisode 8 : Cat Crosby

#### Téléfilms
- 1996 : Race Against Time: The Search for Sarah de Fred Gerber : Amy
- 1996 : Shattered Mind de Stephen Gyllenhaal : Molly
- 2000 : Le Fantôme du cinéma de Blair Treu : Karen Riley

## Distinctions

### Récompenses
- Young Artist Awards
  - 2000 : Meilleure performance pour l'ensemble de la jeune distribution pour Shiloh II[source secondaire souhaitée] partagée avec Zachary Browne, Rachel David, Marissa Leigh et Joe Pichler.
  - 2001 : « Meilleure distribution dans une comédie dramatique » pour Mon chien Skip[source secondaire souhaitée] partagée avec Frankie Muniz, Cody Linley, Bradley Coryell et Daylan Honeycutt.

### Nominations
- YoungStar Awards 1998 : « Meilleure performance par une jeune actrice dans une série télévisée dramatique » pour Profiler
- Young Artist Awards
  - 1997 : « Meilleure actrice de 10 ans ou moins dans un second rôle dans une série télévisée » pour Profiler
  - 1998 : « Meilleure jeune actrice invitée vedette dans une série télévisée dramatique » pour Profiler
  - 1999 : « Meilleure second rôle féminin dans une série télévisée dramatique » pour Profiler
  - 1999 : « Meilleure jeune actrice invitée vedette dans une série télévisée » pour Faits l'un pour l'autre
  - 2000 : « Meilleure jeune actrice invitée vedette dans une série télévisée dramatique » pour Le Caméléon
  - 2001 : « Meilleure jeune actrice dans un second rôle dans un long métrage » pour Mon chien Skip
  - 2001 : « Meilleure jeune actrice dans un second rôle dans un téléfilm » pour Le Fantôme du cinéma
  - 2003 : « Meilleur groupe dans une série télévisée » avec Jimmy Pinchak et Sasha Pieterse pour Family Affair
  - 2006 : « Meilleure second rôle féminin dans une série télévisée » pour Commander in Chief
- DVD Exclusive Awards 2003 : 
  - « Meilleure actrice » pour Tobby méga super champion
  - « Meilleure jeune actrice dans un second rôle » pour Inspecteur Gadget 2